# Museo d'arte moderna André Malraux
Il Museo d’arte moderna André Malraux (MuMa) è un museo di pittura della città di Le Havre, situato all'ingresso del porto, in prossimità della Capitaneria. Grazie ai numerosi lasciti e donazioni possiede, assieme ad una trentina di tele varie, la più ricca collezione di quadri impressionisti di tutta la provincia francese. È intitolato allo scrittore André Malraux che, allora ministro della Cultura, fece di questo museo uno dei suoi progetti prioritari e lo inaugurò nel 1961.

## Storia del museo
Il Museo era stato fondato nel 1845 e fu diretto dal pittore Adolphe-Hippolyte Couveley, ma i bombardamenti della seconda guerra mondiale lo distrussero completamente. Le 1500 tele portate via e messe in sicurezza prima dei bombardamenti si salvarono, ma la maggioranza delle sculture, lasciate sul posto, andò perduta. Fu il primo museo francese ad essere ricostruito dopo gli eventi bellici.
Sin dal 1951, infatti, il Comune di Le Havre aveva deciso di ricostruire il museo realizzando un edificio totalmente nuovo. L'intenzione venne ufficializzata nel 1952 grazie agli sforzi congiunti di Georges Salles, Direttore dei Musei di Francia, e di Reynold Arnould, un artista di Le Havre nominato Conservatore dei musei della città. Essi, sulla base di una meditata concezione circa la funzione del museo, rifiutarono il modello tradizionale, al fine di creare un'attrattiva artistica costante: bisognava che il museo potesse organizzare conferenze, proiezioni cinematografiche, concerti ed altre attività correlate all'arte. Da questa impostazione nasceva la necessità di moltiplicare gli spazi, secondo i nuovi principi di multidisciplinarità e di flessibilità che avrebbero ispirato, in seguito, il Centro Georges Pompidou : spazi di esposizione, atelier, fototeca, discoteca, biblioteca, bar-caffè..... Il museo doveva porsi l'obiettivo di suscitare l'interesse di ogni tipo di pubblico e di contribuire all'educazione artistica prima ancora di essere considerato come "casa della cultura".
L'incarico di progettazione fu affidato a Guy Lagneau, architetto dissidente dell’atelier di restauro di Auguste Perret, e ai suoi associati: Raymond Audigier, Michel Weill e Jean Dimitrijevic. Jean Prouvé collaborò alla costruzione e realizzò in particolare la grande porta che dà sul mare, verso la quale si protende la figura di prua della città all'ingresso del porto: Le Signal, una scultura monumentale di Henri-Georges Adam. Il museo fu inaugurato il 24 giugno del 1961 da André Malraux.
Col passare degli anni però, la salsedine provocò un accentuato degrado superficiale e strutturale, sicché, nel 1993, il Comune decise di porvi rimedio e di rinnovare il museo. Gli architetti Emmanuelle e Laurent Beaudouin, fra il '95 e il '99 ristrutturarono l'edificio mantenendo e valorizzando le sue caratteristiche architettoniche e il suo inserimento nel paesaggio urbano. Al termine dei lavori il museo assunse il nome di "Museo Malraux" e, nel 2011 in occasione del suo cinquantenario, il nome definitivo di Museo d'arte moderna André Malraux.
Il museo, infatti, decise di formalizzare la sua caratteristica di museo dell'arte moderna, al fine di rendere più evidente la specificità delle sue collezioni. Nel 1936 aveva beneficiato, peraltro, della donazione di Charles-Auguste Marande, membro del Circolo dell'Arte Moderna di Le Havre, comprendente 89 opere fauves e 63 quadri impressionisti, e nel 1963 del lascito della vedova di Raoul Dufy, consistente in 70 opere del pittore, fra cui 30 pitture. E infine di un'ulteriore donazione di altre 206 opere, fra le quali 71 pitture supplementari.
Nel 2004 anche Hélène Senn-Foulds, la nipote del collezionista di Le Havre Olivier Senn, anche lui membro del Circolo dell'arte moderna, ha fatto una donazione eccezionale al museo, con opere di maestri come Eugène Delacroix (Paysage à Champrosay) o Gustave Courbet, ma soprattutto di autori impressionisti, post-impressionisti e fauves, donando quadri di Pierre-Auguste Renoir (Le Portrait de Nini Lopez), Monet, Henri-Edmond Cross (Plage de la Vignasse), Félix Vallotton (La Valse), Edgar Degas, Camille Pissarro, Armand Guillaumin, Henri Matisse, Albert Marquet, etc., che si sono aggiunti al patrimonio culturale del Comune di Le Havre.

## L’architettura del museo

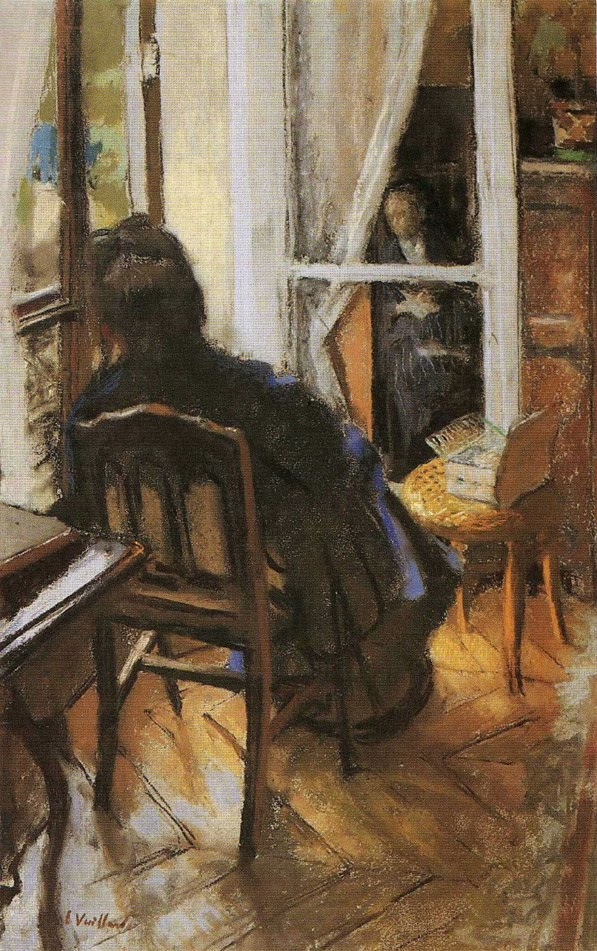
Édouard Vuillard, Alla finestra c.1900

Il museo è stato dunque progettato da quattro architetti - Guy Lagneau, Michel Weill, Jean Dimitrijevic e Raymond Audigier – in stretta collaborazione con quattro ingegneri – Bernard Laffaille e René Sarger (per le strutture in acciaio e cemento), Jean Prouvé (per l’uso dell’alluminio), André Salomon (per l’illuminazione naturale e artificiale) – e l'apporto di un artista, Henri-Georges Adam, cui fu commissionata una scultura monumentale per la facciata dell'edificio.

Principi di flessibilità e di trasparenza sottendono questo progetto innovativo, portato a termine da un'équipe di pionieri nel loro campo. Il museo, edificato sulla riva del mare presso un piccolo complesso di abitazioni ricostruite, tipiche del centro storico di Le Havre, denuncia una duplice discontinuità con la tradizione. Una discontinuità con il concetto di ricostruzione della città adottato da Auguste Perret, ma anche, e soprattutto, una discontinuità con la forma e le funzioni ormai consolidate di questo tipo di edificio. L'architettura del museo, infatti, evidenzia subito la modernità del programma "museo-casa della cultura" che si attua attraverso soluzioni museografiche d'avanguardia che trasformano radicalmente la fruizione delle opere e favoriscono, in particolare, la polivalenza degli spazi. Tale caratteristica permette di soddisfare con notevole agilità ed efficacia le esigenze di una programmazione delle funzioni del museo fatta di esposizioni, senza dubbio, ma anche di concerti, di conferenze o di spettacoli.
L’edificio, vetrato su cinque lati, è immerso nella luce naturale. Le facciate esposte ai venti dominanti (sud e ovest) sono formate da due lastre di vetro e da pannelli di alluminio progettati da Jean Prouvé, che ha anche disegnato la grande porta di servizio (6m x 7m), che guarda ad ovest, nonché il parasole installato sopra la copertura. Questo parasole, costruito in lame d'alluminio inclinate ad ala d'aereo, spezza i raggi solari e produce una diffusa luminosità all'interno dell'edificio.

La luce è in effetti la principale componente dell'architettura interna del museo. È generata da due tipi di fonti luminose: quella zenitale classica, privilegiata nella maggioranza dei musei del secolo passato, e l'illuminazione laterale proveniente dai quattro punti cardinali e non solo da nord, come vuole la concezione tradizionale. A est, un vetro opalino attenua la luce del mattino, mentre la facciata ovest è provvista di tre elementi di filtraggio: una parete di vetro serigrafato incrocia le sue bande orizzontali con le aste verticali delle persiane ruotanti, tessendo così una griglia di densità variabile. Quando i raggi luminosi entrano orizzontalmente, delle veneziane completano l'azione di filtraggio. E sul soffitto delle lastre quadrate translucide intercettano la luce riflessa dal parasole..
Liberato dalle mura perimetrali, il museo diviene realmente uno spazio flessibile, e poiché la copertura poggia su pilastri ben distanziati, l'intera struttura può offrire al suo interno un ampio volume che si presta a tutti gli usi e a tutti gli arredi. In questo modo, con uno spazio libero e 550 m² di superfici vetrate, la trasparenza è massima e l'edificio lascia entrare la luce variabile dell'estuario della Senna, quella stessa luce che ha ispirato numerosi pittori presenti nelle collezioni del museo.

### Il Signal
Le Signal, scultura monumentale commissionata dallo Stato nel 1956 a Henri-Georges Adam per il piazzale del "museo-casa della cultura", è parte integrante del museo stesso e della sua identità. Lunga 22 metri, alta 7 e pesante più di 220 tonnellate, la scultura circoscrive un frammento del paesaggio, attorno al quale essa disegna una cornice in cemento, sottolineando la collocazione eccezionale dell'edificio all'ingresso del porto. La sua posa in opera rappresentò una sfida tecnica, poiché, nonostante sia cava e di dimensioni ragguardevoli, essa appoggia sulla sua base solo per un quarto della sua lunghezza.

Il nome Signal, che esplicita la funzione dell'opera, non sembra essere stato attribuito dall'autore. Esso apparve sulla Stampa a partire dal '59 ed è con questo nome che l'opera è stata poi inventariata dal "Patrimonio nazionale d'arte contemporanea" e nei registri del museo. Ma per gli abitanti di Le Havre il nome di quest'opera non è mai stato fissato, ed essa viene spontaneamente indicata con diversi appellativi: l'occhio, la navetta, la bussola, etc.

Durante i cinquant'anni in cui è rimasta al suo posto, senza protezione dai venti marini, Le Signal ha subito in pieno tutte le intemperie, la maggiore causa di erosione. Il suo restauro, annunciato come uno dei principali avvenimenti per la celebrazione del cinquantenario del museo, nel 2011, le ha restituito il suo aspetto originale, rivalorizzando al tempo stesso il simbolo del dialogo nato fra il museo, il mare e il porto.

## Storia delle collezioni
Messe assieme già a partire dal 1845, le collezioni del museo costituirono all'inizio lo specchio fedele delle varie scuole di pittura europea dal Rinascimento in poi. Ma all'inizio del XX secolo, in seguito a numerose donazioni e lasciti importanti, il museo d'arte moderna André Malraux divenne una pinacoteca d'elezione per l'impressionismo e il fauvismo.

### Acquisizioni della Città di Le Havre
Consapevole dell'opportunità di dare spazio al movimento impressionista, la Città di Le Havre acquistò ben presto alcune opere a Camille Pissarro (L'Avant-port du Havre - Matin - Soleil - Marée et L'anse des Pilotes et le brise-lames est - Le Havre, après-midi, temps ensoleillé en 1903) e a Claude Monet (Les Falaises de Varengeville - Le Parlement de Londres e Les Nymphéas en 1911). La collezione del museo venne poi puntualmente arricchita da vari acquisti che completavano il patrimonio già costituito, sia con dei lavori della fine del 1800, (Monet : Fécamp bords de mer, Courbet : La Vague), sia aprendosi all'arte del XX secolo (Fernand Léger, Jean Hélion, Jacques Villon, Jean Dubuffet...), in particolare alla fotografia contemporanea.

#### 1900. La donazione di Louis Boudin
Nel 1900, Louis Boudin, conformemente alla volontà testamentaria di suo fratello Eugène che si era spento a Dauville nel 1898, donò alla Città di Le Havre le opere presenti nell'atelier di quest'ultimo. L'artista contribuì in questo modo all'arricchimento delle collezioni del museo con 224 schizzi dipinti su tela, cartone e pannelli di legno. Queste opere di Eugène Boudin costituiscono la testimonianza insostituibile del quotidiano lavoro en plein air del pittore.

#### Il Circolo dell'arte moderna (1906-1909)
Il "Circolo di Arte Moderna" fu istituito a Le Havre nel 1906, per iniziativa dei pittori locali Raoul Dufy e Othon Friesz e di Georges Braque, con il fine di far conoscere a una vasto pubblico le nuove tendenze, dette "moderne", della pittura, della scultura, dell'architettura, della musica, della poesia e delle arti decorative. Il presidente del Circolo, M. Choupay, architetto capo di Le Havre, e Georges Jean-Aubry, segretario generale, affiancati da pittori, ma anche da un gruppo di commercianti di Le Havre, fra i quali Marande e Senn (le cui collezioni arricchiranno in seguito il museo), Dussueil, Luthy, Van der Velde, tutti cofondatori, miravano a « facilitare le manifestazioni di un'arte personale, organizzando delle riunioni settimanali, delle mostre d'arte, dei concerti di musica da camera e delle conferenze di divulgazione artistica ». Il Circolo, dal 1906 al 1909, mise assieme in quattro esposizioni ben 272 opere di artisti ormai noti e affermati. Tutte le tendenze della modernità, in quell'inizio di secolo, sono visibili a Le Havre e, fra esse, opere impressioniste (Claude Monet, Auguste Renoir, Alfred Sisley, Armand Guillaumin), post-impressioniste (Henri-Edmond Cross, Paul Signac e Maximilien Luce), nabis (Pierre Bonnard, Maurice Denis, Paul Sérusier, Félix Vallotton e Édouard Vuillard), e fauviste del Salon d'autunno del 1905: (Charles Camoin, André Derain, Henri Manguin, Albert Marquet, Henri Matisse, Jean Puy e Maurice de Vlaminck).

#### 1936: Il lascito di Charles-Auguste Marande
Charles-Auguste Marande manifestò sin dal 1929 la sua volontà di donare alla Città di Le Havre la sua collezione. Fu così che nuove opere di artisti impressionisti (Auguste Renoir, Claude Monet e Camille Pissarro), ma soprattutto opere di pittori fauves (Albert Marquet, Kees van Dongen, Charles Camoin), furono accolte nel museo nel 1936. In tutto 63 dipinti, 25 disegni e 1 scultura. Questo lascito divenne il cuore della collezione di impressionisti e di fauves del museo, prima dell'arrivo della donazione Senn-Foulds.

#### 1963: Il lascito di Madame Dufy
Nel 1963, la vedova di Raoul Dufy lasciò alla Città, della quale Dufy era originario, un insieme di 70 opere di suo marito, consistente in 30 dipinti, 30 disegni, 5 acquarelli (scelti da Reynold Arnould, Conservatore del museo), oltre a 3 ceramiche, 1 arazzo e 1 busta di Valerisce rappresentante lo stesso Dufy. Questa collezione ha il pregio di rappresentare le tappe importanti della carriera dell'artista: primi tentativi impressionisti, periodo fauve, opere influenzate da Paul Cézanne, e opere realizzate sotto l'influenza della corrente cubista. Infine la conquista di uno stile personale, del tutto defilato rispetto alle varie correnti pittoriche a lui contemporanee..

#### 1980: Il lascito di Madame Bellevallée
Nel 1980, Madame Alice Bellevallée lasciò al museo undici fra pitture e disegni di Othon Friesz.

#### 2003
Nel 2003, la Città di Le Havre ha acquistato una tela di Gustave Courbet, intitolata Vague, par temps d’orage, (89,5 × 134.5 cm), dipinta a Étretat nel 1869. Essa proviene da una collezione privata americana e nel 2004 è stata inserita in una mostra sul tema delle onde. Ora fa parte delle collezioni permanenti del museo.

#### 2004: La donazione di Hélène Senn-Foulds
Nel 2004, Hélène Senn-Foulds dona al museo la straordinaria collezione di 206 opere appartenenti a suo nonno, Olivier Senn (1864-1959), collezionista nativo di Le Havre, che, nel 1913, aveva già offerto al museo alcuni dipinti, come "Héliodore chassé du Temple" di Eugène Delacroix. La puntuale conoscenza dell'ambiente artistico aveva permesso a questo amante dell'arte di acquistare anche opere più importanti fra quelle di Gustave Courbet, Eugène Delacroix, Jean-Baptiste Camille Corot, ma soprattutto opere di pittori impressionisti (come Auguste Renoir, Alfred Sisley, Claude Monet, Camille Pissarro, Armand Guillaumin, Edgar Degas) e post-impressionisti (quale Henri-Edmond Cross), nabis (come Paul Sérusier, Félix Vallotton, Pierre Bonnard, Édouard Vuillard), e fauves (come André Derain, Albert Marquet, Henri Matisse, etc). In totale 71 dipinti, 130 opere grafiche e 5 sculture. Questa generosa donazione ha fatto del Museo d'arte moderna André Malraux il museo francese che può vantare una fra le più ricche collezioni di opere dell'impressionismo, del post-impressionismo e delle correnti pittoriche ad essi correlate, sia antecedenti che da esso derivate.

#### 2011
Nel 2011, infine, il quadro di Edgar Degas Les Blanchisseuses (o Blanchisseuses souffrant des dents), assegnato dallo Stato nel 1961 e poi trafugato nel 1973, viene restituito al museo dalla Casa d'aste Sotheby's, che era sul punto di metterlo in vendita a New York..

## Le collezioni

### La pittura
Sul sito del museo è detto che il patrimonio di 1500 dipinti presente nel vecchio museo fu salvato dai bombardamenti nel 1944.
Ma, per mancanza di spazio, di questa collezione vengono esposte solo alcune opere principali anteriori al periodo impressionista. Così, solo un numero scelto di queste opere può essere esposto al piano superiore, quando delle mostre temporanee vengono organizzate al piano terra. Tenendo conto del continuo e regolare accrescimento delle collezioni, questo fatto pone il problema di un ampliamento del museo.

#### Pittura antica. Fino al 1700 incluso
Il museo espone in particolare:
- Francesco Albani : "Jacob protège Rachel" e "Moïse sauvé des eaux"
- Ludolf Backhuysen : "Les barques de pêche", "Barques de pêche" e Marine[16]
- Hendrick ter Brugghen : La Vocation de Saint-Matthieu[17]
- Lorenzo Costa (attribuito) : "Sainte Marguerite en prière"
- Nicolas Delobel : "La toilette de Vénus"
- Alexandre-François Desportes : "Nature morte aux fruits et au gibier"
- Gaspard Dughet : "Paysage aux bergers " e "Le prophète désobéissant déchiré par le lion"
- Jean-Honoré Fragonard : "Tête de jeune homme"
- Luca Giordano : "Caton d'Utique" e "Présentation de la Vierge au Temple"
- Melchior d'Hondecoeter : "Chien défendant le gibier"
- Abraham Janssens : "Meleagre et Atalante"
- Charles de La Fosse : "Consécration de la Vierge"
- Pierre Mignard : "Saint Charles Borromé donnant la communion"
- Hendrick Pot : "Portrait d'homme et Portrait de femme"
- José de Ribera : Saint Sébastien[18]
- Hubert Robert : "Vue de Rome; Paysage, aqueduc et riviere" ; "Paysage, lavoir, fontaine" ; "Un poste de soldats établi dans une église" ; L'incendie de Rome
- Francesco Solimena : "La Chute de Simon le magicien"
- Sébastien Stoskopff : "Nature morte, fruits, fromage et pain" e " Nature morte à l'écrevisse"
- Giacomo Francesco Cipper : "L’Excision de la pierre de folie"
- Willem van de Velde il Giovane : "Mer agitée" e "Barque au bord d'une plage"
- Simon Vouet : La Mise au tombeau[19]
- Emanuel de Witte : "Intérieur d'église"
- Pierre-Jacques Volaire : "Éruption du Vésuve", 1771
- Philips Wouwerman (attribuito) : "Cavaliers près d'une tente"

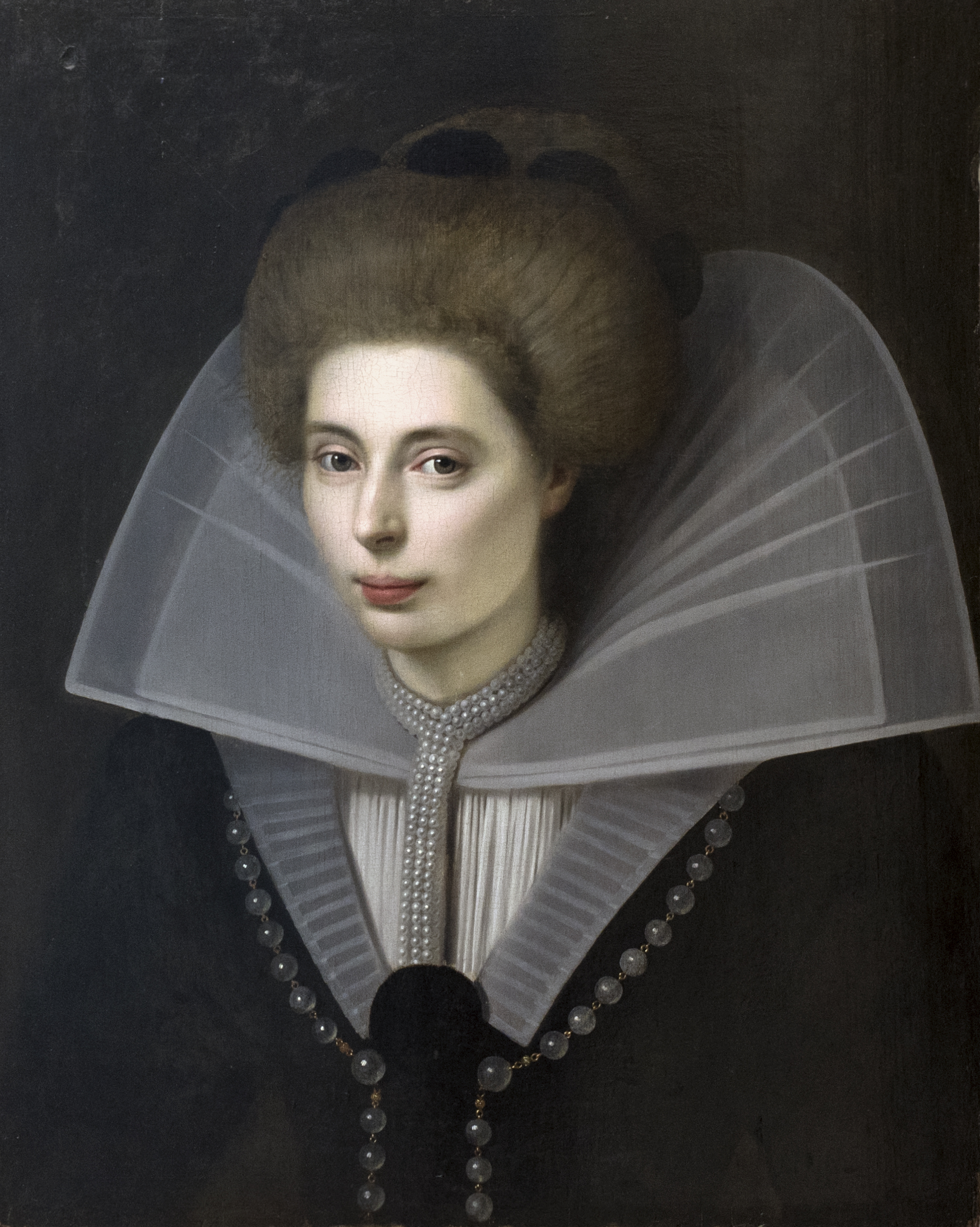
Ignoto-Scuola francese, Ritratto di dama, (1550-1650)
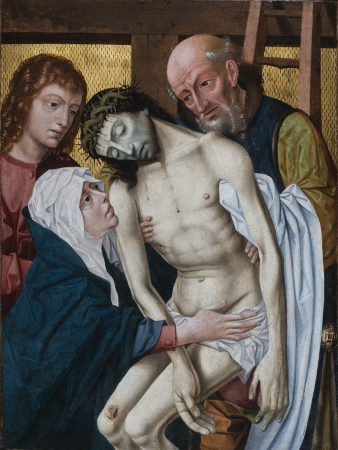
Rogier van der Weyden, Deposizione (1450-1500)
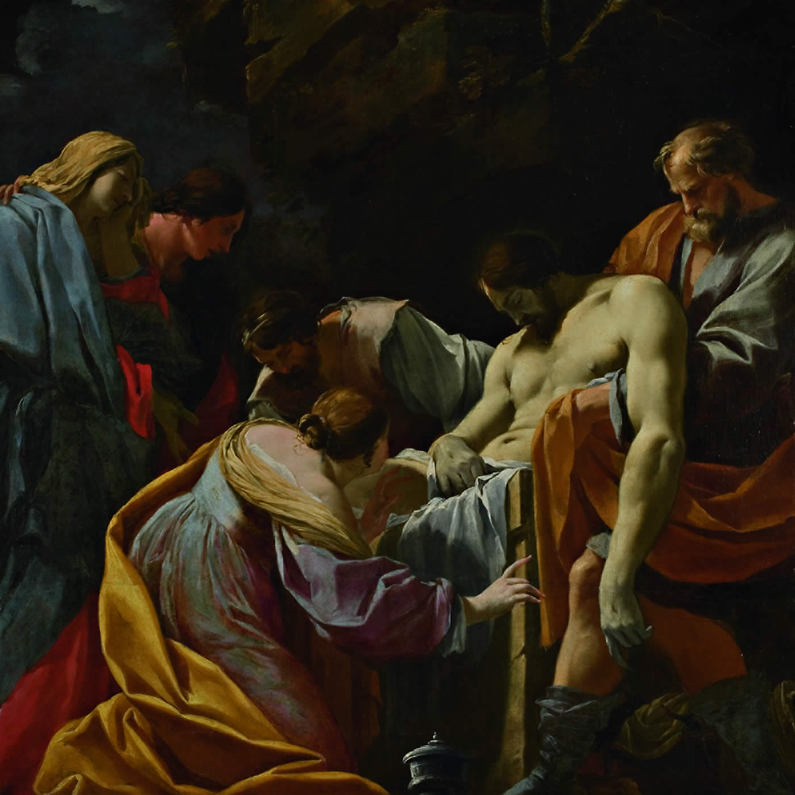
Simon Vouet, La sepoltura, (1637)
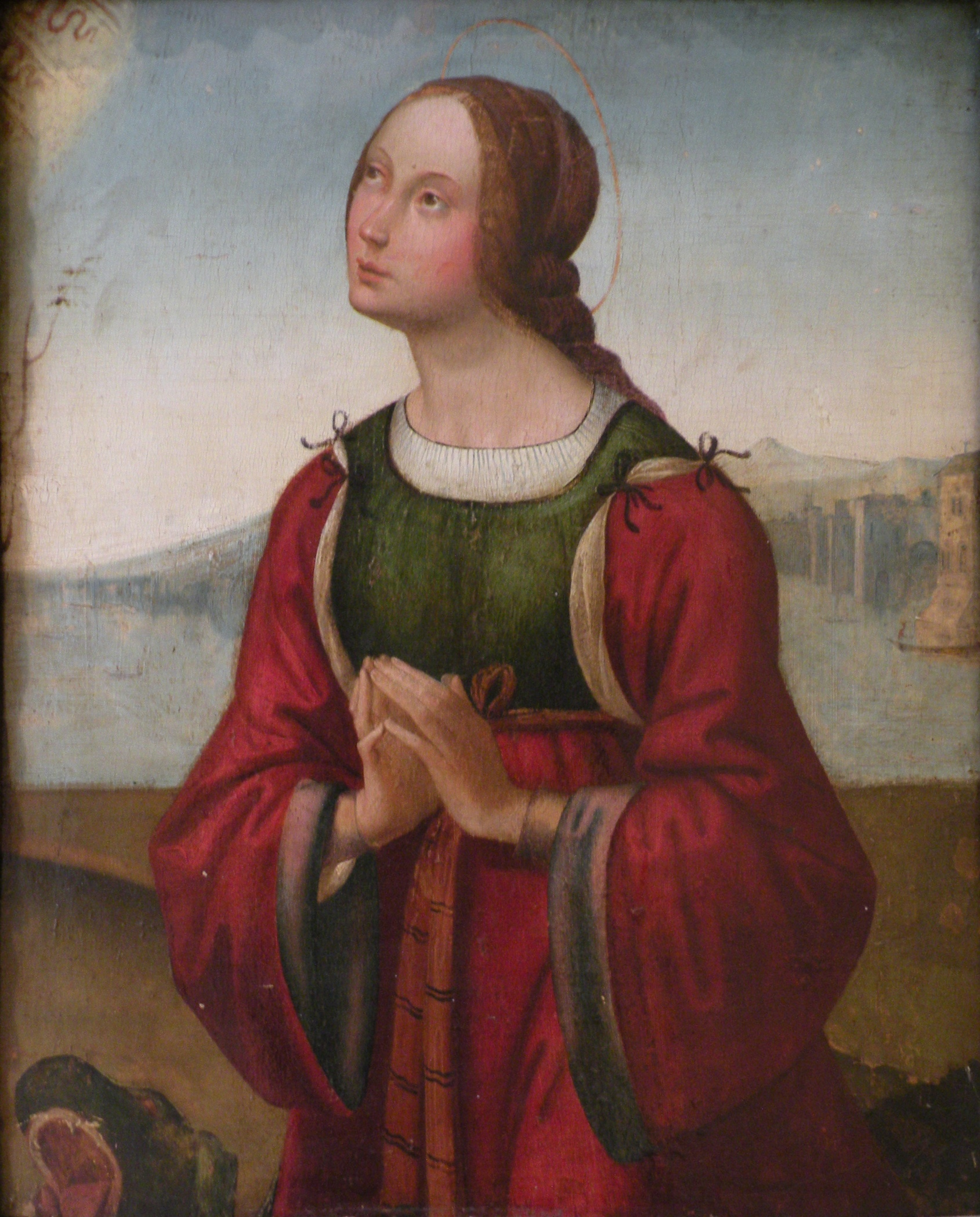
Lorenzo Costa, S. Margherita in preghiera (c.1500)
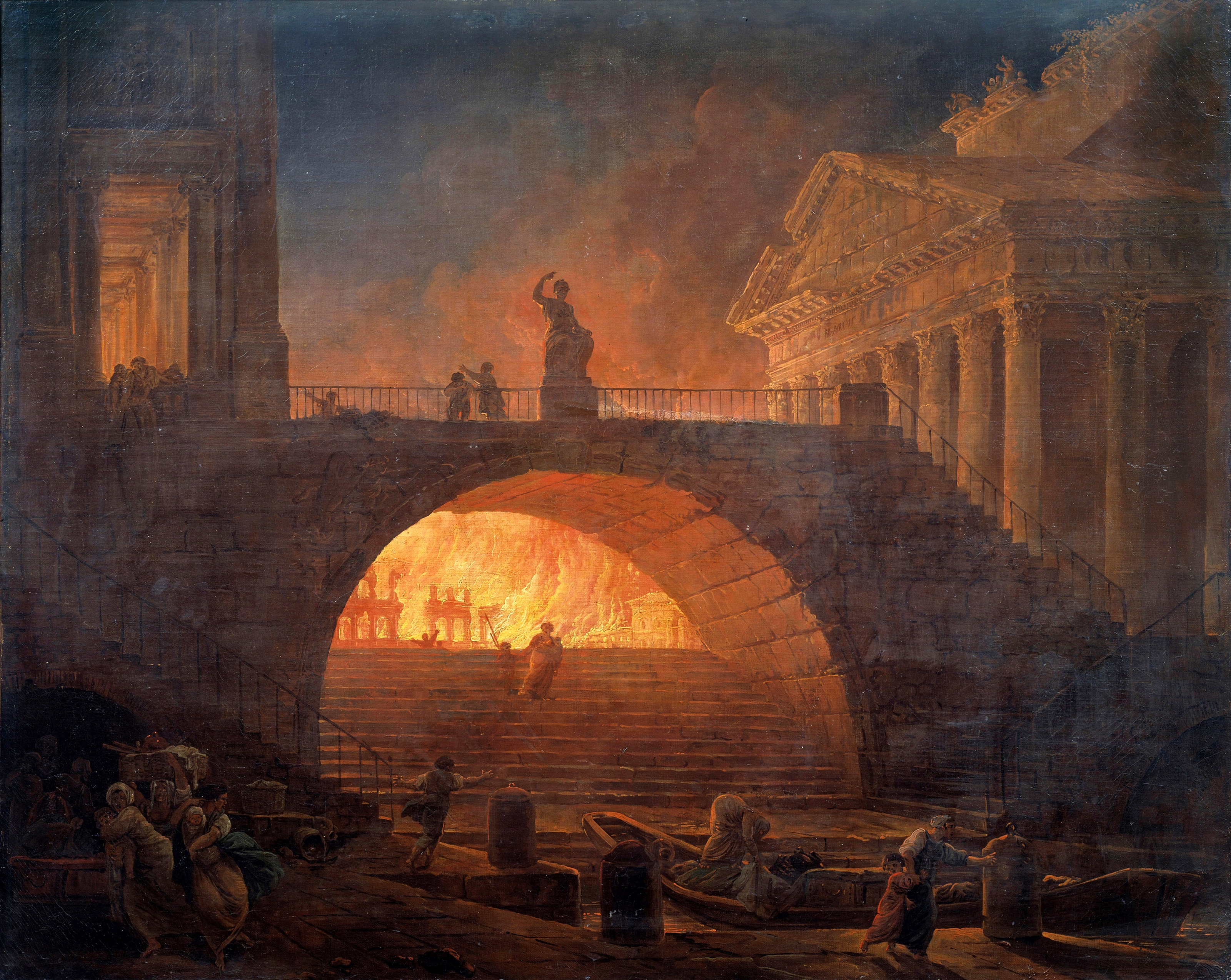
Hubert Robert, L'incendio di Roma (fine 1700)

### Pittura moderna. Dalla fine del 1800 al 1900
Il museo è noto in particolare per il suo patrimonio di pittura moderna e, nello specifico, per le opere della corrente impressionista, post-impressionista e fauves, delle quali presenta i lavori dei maggiori artisti. Alcuni di essi, (come Claude Monet, Auguste Renoir, Camille Pissarro, Albert Marquet, Othon Friesz, Raoul Dufy e Eugène Boudin, quest'ultimo presente con più di 200 tele e numerosi studi) sono molto ben rappresentati nelle collezioni. Nei suoi spazi espositivi si possono ammirare opere di:
- Pierre Bonnard : Intérieur au balcon[20]
- Eugène Boudin : 224 dipinti fra cui i fondi d'atelier, composti specialmente da studi di cieli e di vacche[21].
- Georges Braque : "La Côte-de-Grâce à Honfleur"
- Charles Camoin : "Jeune créole" e "Port de Marseille"
- Roger Chastel : "Cheminée d'hôtel", 1945
- Jules Chéret : "Femme en noir au manchon" e "Danseuse" (stampa)
- Antoine Chintreuil : "Campagne au printemps"
- John Constable : "Paysage"
- Camille Corot : "Jeune fille assise un livre à la main" e Dunkerque, remparts et porte d'entrée du port[22]
- Charles Cottet : "Village soudanais" ; "Le Nil au Soudan" ; "Paysage colline et champs de blé" ; "Environs de Burgos" ; "Petit village au pied de la falaise" ; "Montagne" ; "Venise" ; "Trois personnages arabes" e "Village arabe et mosquée"
- Gustave Courbet : La Vague (1869)[23];  "Remise de Chevreuils" ; "Les bords de la mer à Palavas" e "Paysage à Ornans"
- Henri-Edmond Cross : La Plage de la Vignasse (1891-1892)[24] e "Paysage avec eucalyptus et rivière"
- Édouard Joseph Dantan : "Enterrement d'un enfant à Villerville"
- Charles-François Daubigny : "Pièce d'eau sous bois"
- Edgar Degas : Les Blanchisseuses (1870-1872)[25] - " Paysage montagneux", "Tête de moujik" (acquarelli) - Pastelli: Piano, Après le bain, femme s'essuyant [26] e "La Modiste".
- Eugène Delacroix : "Paysage à Champrosay" (c.1849), "Faust et Wagner avec le barbet" e "Héliodore chassé du Temple"
- Maurice Denis : "Le Soir près de la tour"
- André Derain : Bougival[27]
- Gustave Doré : "Épisode du siège de Paris en 1870"
- Louis-Alexandre Dubourg : "La jetée d'Honfleur" e "Marins"
- Jean Dubuffet : Ontogénèse[28]
- Raoul Dufy : 30 œuvres di cui Le Yacht pavoisé au Havre[29] ; Jeanne dans les fleurs[30];  Le Violon rouge[31]; "Baigneuse, cargo, voiliers et papillons" ; "Composition aux baigneuses et au nu allongé" ; "Fête maritime et visite officielle au Havre" ; L'Estacade et la Plage du Havre ; "L'Oise et la Seine" ; "L'entrée du port du Havre" ; "La véranda de Villerville" ; "Le Casino Marie-Christine" ; "Le vieux port de Marseille et Notre Dame de la Garde" ; "Les Sirènes" ; "Promeneurs au bord de la mer" ; "Sortie de régates au Havre" e "Souvenir du Havre", Vase aux baigneuses et cygnes e una decina di disegni, fra cui: "Le Port du Havre" ; "Régates au Havre" ; "L'estacade" ; "Queen Mary" ; "Harfleur" - Acquarelli: "Vue du Havre à l’arc en ciel"; "Le port du Havre".
- Henri Fantin-Latour : "Femme nue assise" ; "La Captive" e "Le mariage mystique de Sainte Catherine"
- Jules Flandrin : "La Pavlova et Nijinsky"
- Émile Othon Friesz : 59 opere fra cui: "Portrait d'un capitaine" ; "Paysage avec village en bordure de rivière" ; "Avant-Port du Havre avec darses et l'Île-de-France sortant" ; "Bassin avec barques de pêche" ; "Femme dans une chaise longue" ; Bassin des yachts à Sainte-Anne, Anvers ; "Le Havre, Bassin du Roy" e "La Ciotat" e dei disegni: "Trois barques dans un bassin", etc.
- Gustave Garaud : "Bords de la Juine"
- Paul Gauguin : Paysage de Te Vaa
- Théodore Géricault : Vieille femme italienne[32]
- Albert Gleizes : "Nature morte"
- Eva Gonzalès : "Portrait de Jeanne" (pastello)
- Théodore Gudin : "Entrée du port du Havre"
- Armand Guillaumin : Paysage de neige à Crozant[33]; "Le Moulin Brigand à Crozant" ; "La Creuse à Crozan" e "La Seine à Samois" e numerosi disegni, fra i quali: "La Creuse à Crozant" ; "Crozant au printemps" ; "Pont sur la Creuse, Crozant" ; "Bords de la Creuse" ; "Paysage, arbres et rivière" ; "Paysage, village au bord de l'eau" ; "Pins maritimes, crique au Brusc" ; "Tête de femme de profil"
- Henri Harpignies : "Paysage à la mare"
- Jean Hélion : "Tensions"
- Eugène Isabey : "Marée basse"
- Johan Barthold Jongkind : "Paris, le pont Marie et le quai des Célestins" ; "Paris, bord de Seine, quai des Célestins" ; "La Meuse à Maassluis", "L'Aube" ; Quai à Honfleur e "Le Port de Dordrecht"
- Pierre Laprade : "Saint-Trojan, terrasse, Paysage avec statue" e "Bouquet de fleurs des champs"
- Fernand Léger : Les Deux Femmes sur fond bleu[34] e "Composition aux clés"
- Tamara de Lempicka : "Le Turban orange"[35] ; "Le chinois" e "Graziella"
- Stanislas Lépine : "Le canal Saint-Martin" ; "La Seine avec vue du Pantheon" ; "Berger gardant son troupeau" e "L'église vue de la colline"
- André Lhote : Les Arbres à Avignon[36]
- Alfred Manessier : "Apaise"
- Édouard Manet : Bateaux au soleil couchant[37]
- Albert Marquet : 33 opere, fra le quali: Les Toits rouges[38] "Quai des Grands Augustins" ; "Quai de la Seine à Paris" ; "Paysage du midi, Agay" ; "Le Port de la Ponche, Saint-Tropez" ; "Bouquet de fleurs et pommes" ; "Avant-port du Havre, l'anse des pilotes" ; "Intérieur à Sidi-Bou-Saïd" ; "Balcon, vue sur le Mont Valérien" detto anche "Balcon, avenue de Versailles" ; "Baie d'Audierne" e "Le Port de Marseille"
- André Masson : "Nature morte avec poisson"
- Henri Matisse : "Nature morte au pichet" e "Paysage"
- Maxime Maufra : "Lever de lune en Bretagne" ; "Bateau sardinier en pêche" ; "Bateau sardinier à la pêche" ; "La crique côté de Quiberon" ; "L’église au Petit Andelys" ; "Le bateau à Morgat" e "Transatlantique sortant du port" e dei disegni, fra cui: "Falaises au soleil couchant"
- Georges Michel : "Route près d’un bourg" e "Route en pleine campagne"
- Jean-François Millet : Portrait de Charles-André Langevin[39]
- Claude Monet : Les Nymphéas (1906)[40]; Fécamp, bord de mer ; Soleil d'hiver, Lavacourt[41]; Le Parlement de Londres, effet de brouillard[42]; "Les Falaises de Varengeville" e "La Seine à Vétheuil"
- Henry Moret : "La Baie de Lampaul"
- Odilon Redon : "Homme de profil avec bouquet de fleurs" (pastello)
- Pablo Picasso : " Le Mendiant"[43]
- Camille Pissarro : "Pommiers et peupliers au soleil couchant" ; "Paysanne gardant des vaches" ; L'Anse des Pilotes et le Brise-lames est, Le Havre, après-midi, temps ensoleillé ; "L'Anse des Pilotes, Le Havre, matin, soleil, marée montante"[44]; "Soleil levant à Eragny" ; "Un carrefour à l'Hermitage, Pontoise" ; "Femme ôtant sa chemise de nuit" e "Quai du Pothuis, bords de l'Oise"
- Jean Puy : "Crique en Bretagne" e "Nature morte, bouquet d'oranges dans un pichet"
- Auguste Renoir : Portrait de Nini Lopez[45]; "Portait de jeune fille lisant", L’Excursionniste[46]; "Baie de Salernes" ; "Pins à Cagnes" e "Femme vue de dos"
- Auguste Rodin : "Femme nue assise de dos, s'appuyant sur la main" (acquarello)
- Ker-Xavier Roussel : "Scène de danse"
- Paul Sérusier : "Nature morte aux roseaux" ; "La colline aux peupliers" e Le Berger Corydon[47]
- Alfred Sisley : Le Loing à Saint-Mammès[48]; "La Seine au point du jour" e "Le Pont de Moret"
- Nicolas de Staël : "Paysage, Antibes"
- Constant Troyon : "Soleil couchant" e "Troupeau de moutons"
- Félix Vallotton : La Valse (1893)[49]; "Nature morte aux pommes" ; "Pont à la romaine à Cagnes" e "Le haut-de-forme, intérieur"
- Louis Valtat: "Les Rochers rouges à Agay" e "Lys et roses"
- Kees van Dongen: "Le Bouquet", Cavaliers au bois de Boulogne[50] e La Parisienne de Montmartre[51]
- Jacques Villon: "Autoportrait" e "Trophées au cor"
- Édouard Vuillard: Enfants lisant e "À la fenêtre"
- James McNeill Whistler: "Projet pour une mosaïque" (pastello)
- Félix Ziem: "Composition (marine)" e "Gondoles à Venise"
- Auguste Allongé

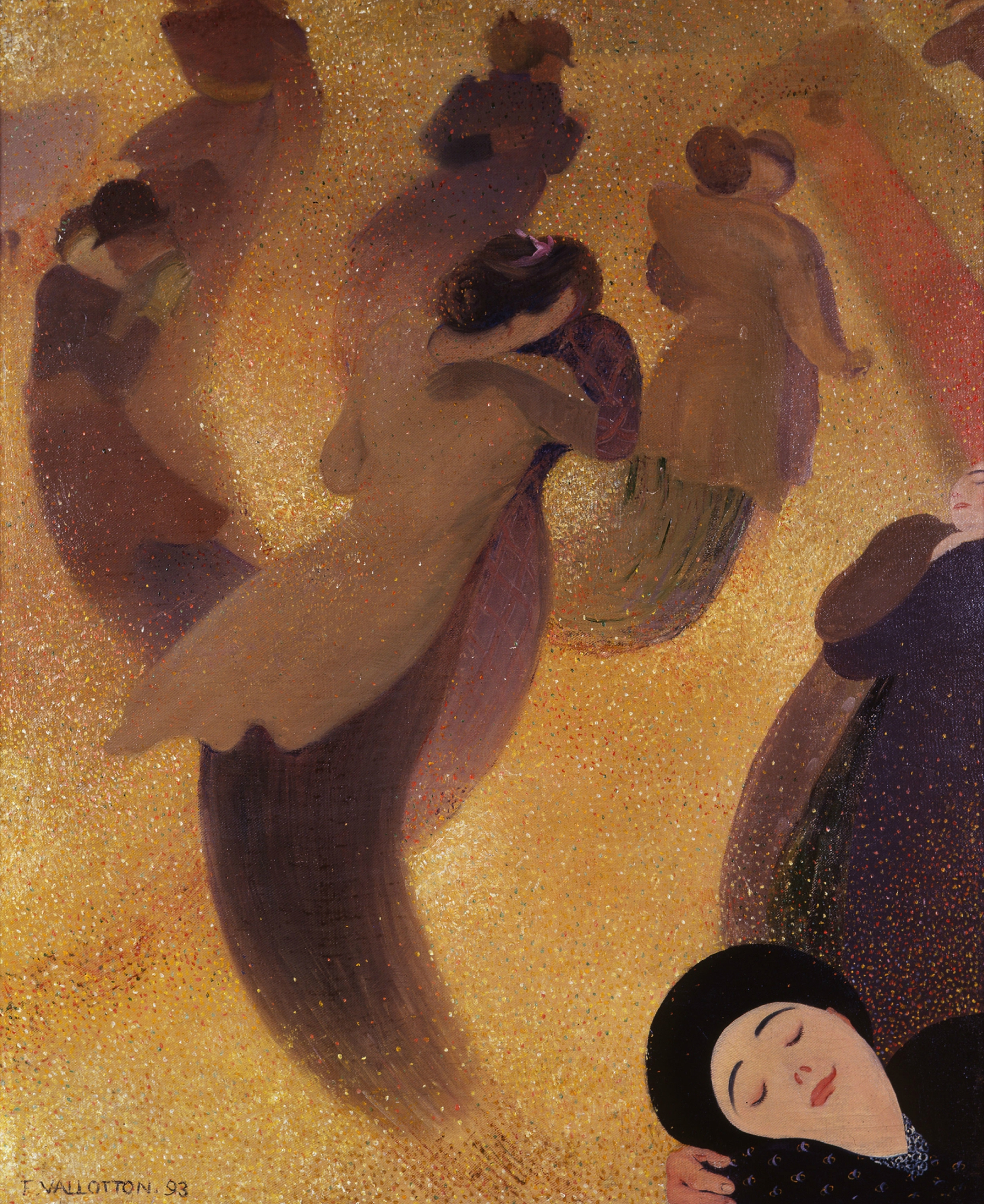
Félix Vallotton, Il valser (1893)
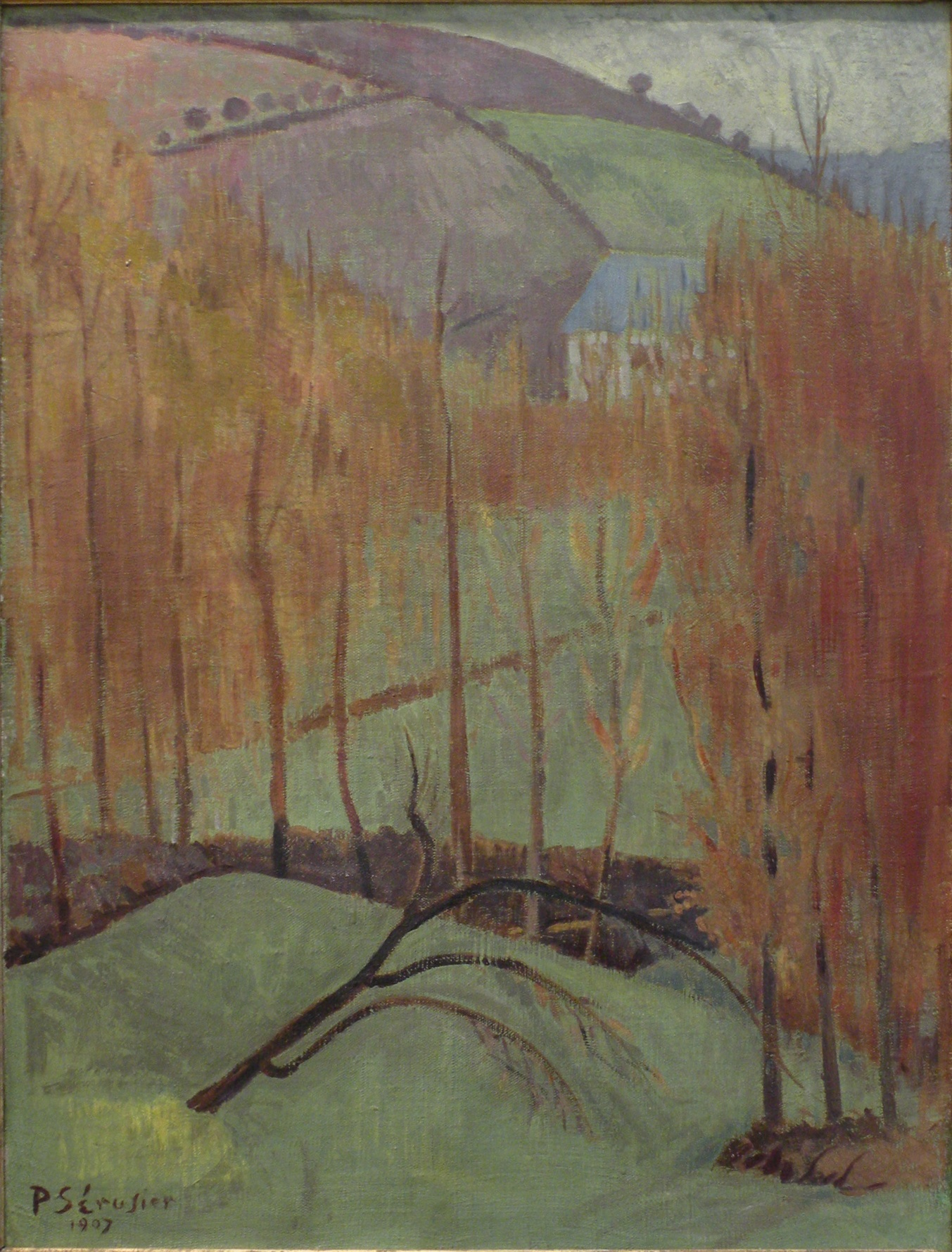
Félix Vallotton, La collina dei platani (1907)
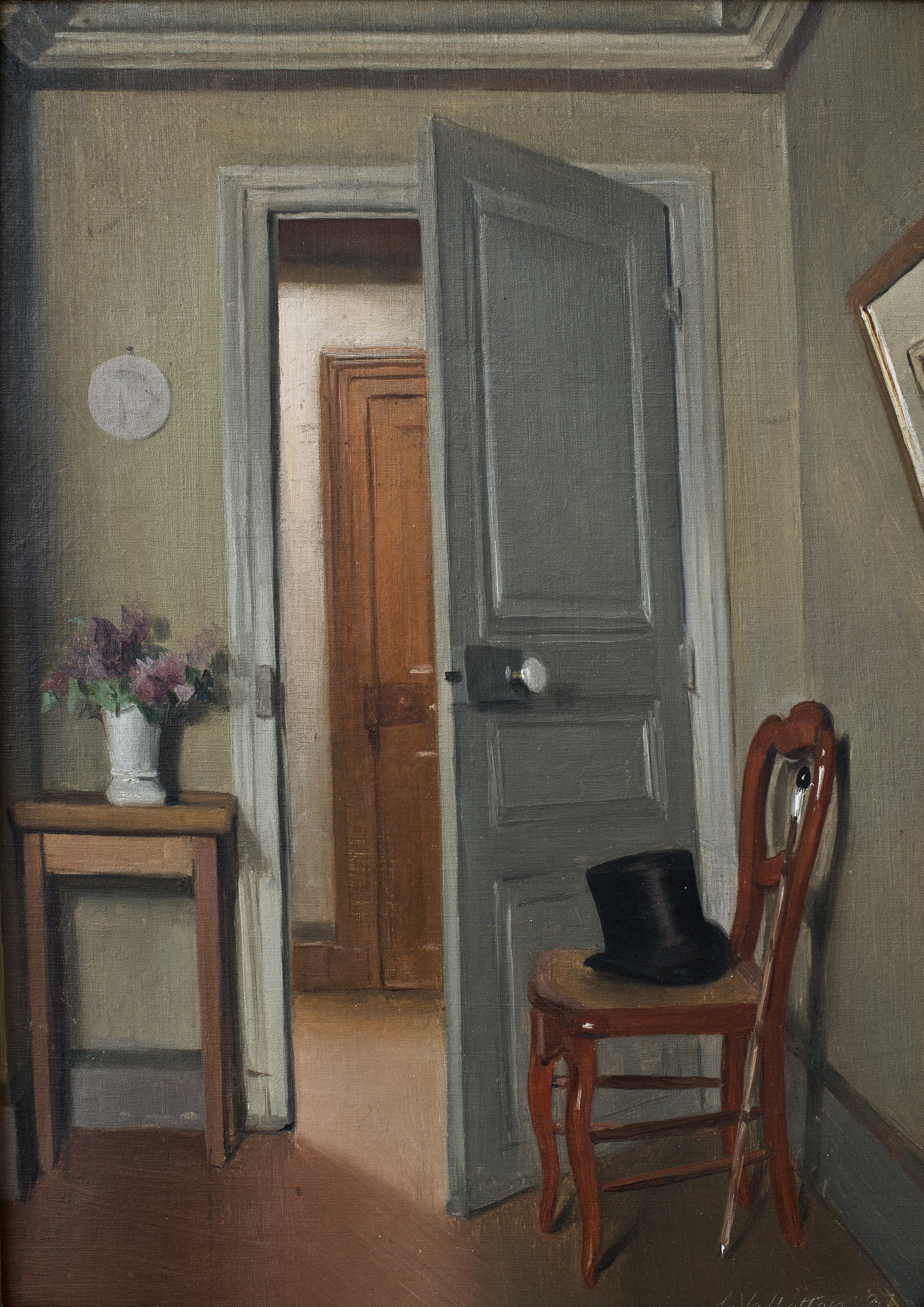
Félix Vallotton, La visita (1887)
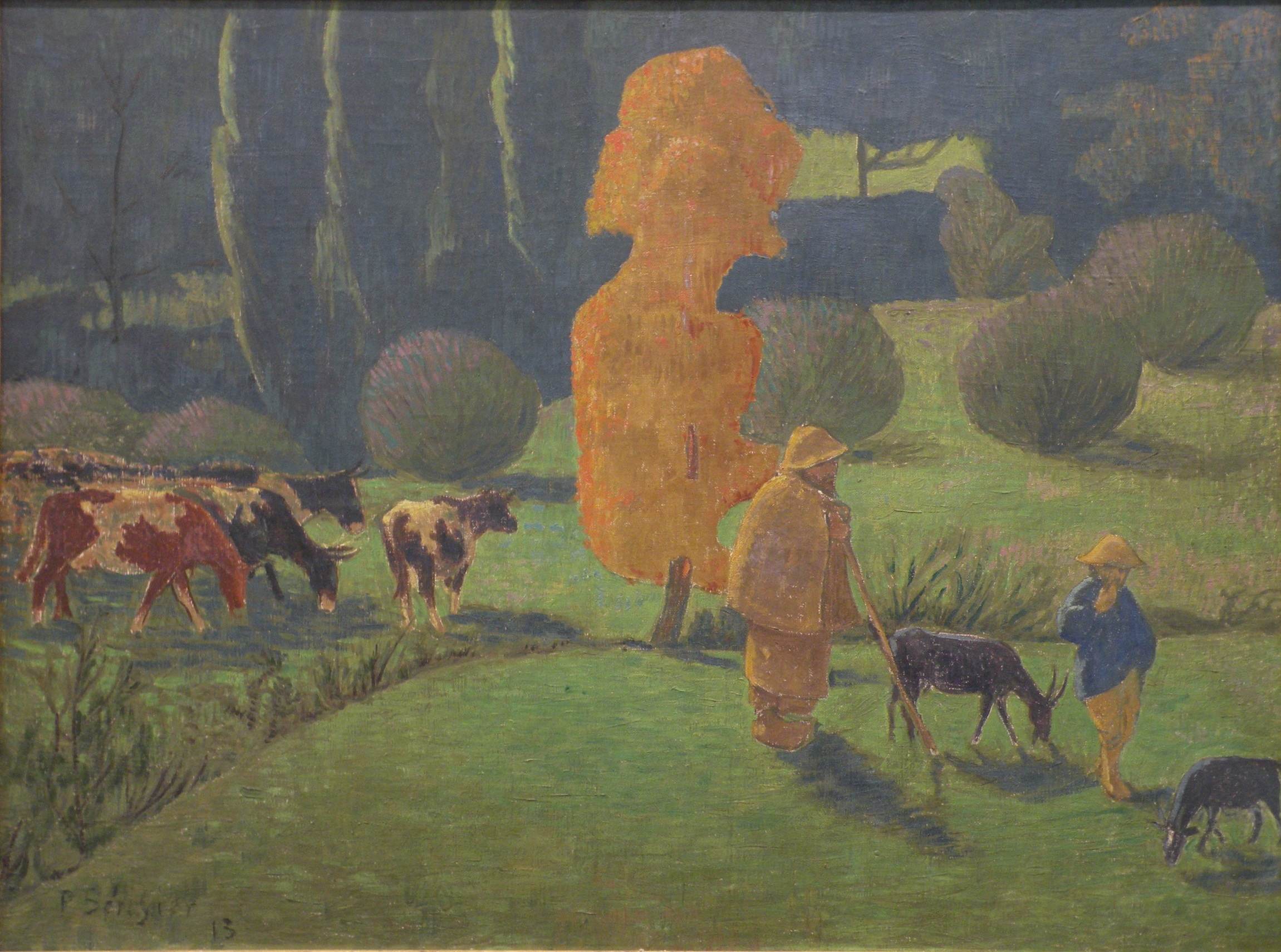
Paul Sérusier, Il pastore Coridone (1913)

### I disegni
La collezione di disegni, ampliata dalla donazione Senn-Foulds, comprende in particolare lavori di:
- Edgar Degas : Quaranta pezzi firmati: studi diversi ("Bucéphale", "Adolescent", "Cavalier"...)
- Eugène Boudin : Numerosi studi di cieli.
- Henri-Edmond Cross : Ventitré lavori firmati ("Femme et enfant", "Barque échouée", "Effet de soleil dans les nuages"…)
- Albert Marquet : Undici lavori firmati ("Femme sinueuse", "Le Pont des Arts", "Homme barbu au chapeau"…)
- Raoul Dufy : Trenta disegni ("Le Café", "Femme au lit", "Femme sous une ombrelle"…)
- Charles Despiau : "Femme nue de face"
- Constantin Guys : "Calèche tirée par quatre chevaux"
- Edmé Saint-Marcel : "Étude de lion"
- Eugène Delacroix : "Homme nu debout de dos sur une jambe"

## Galleria d'immagini

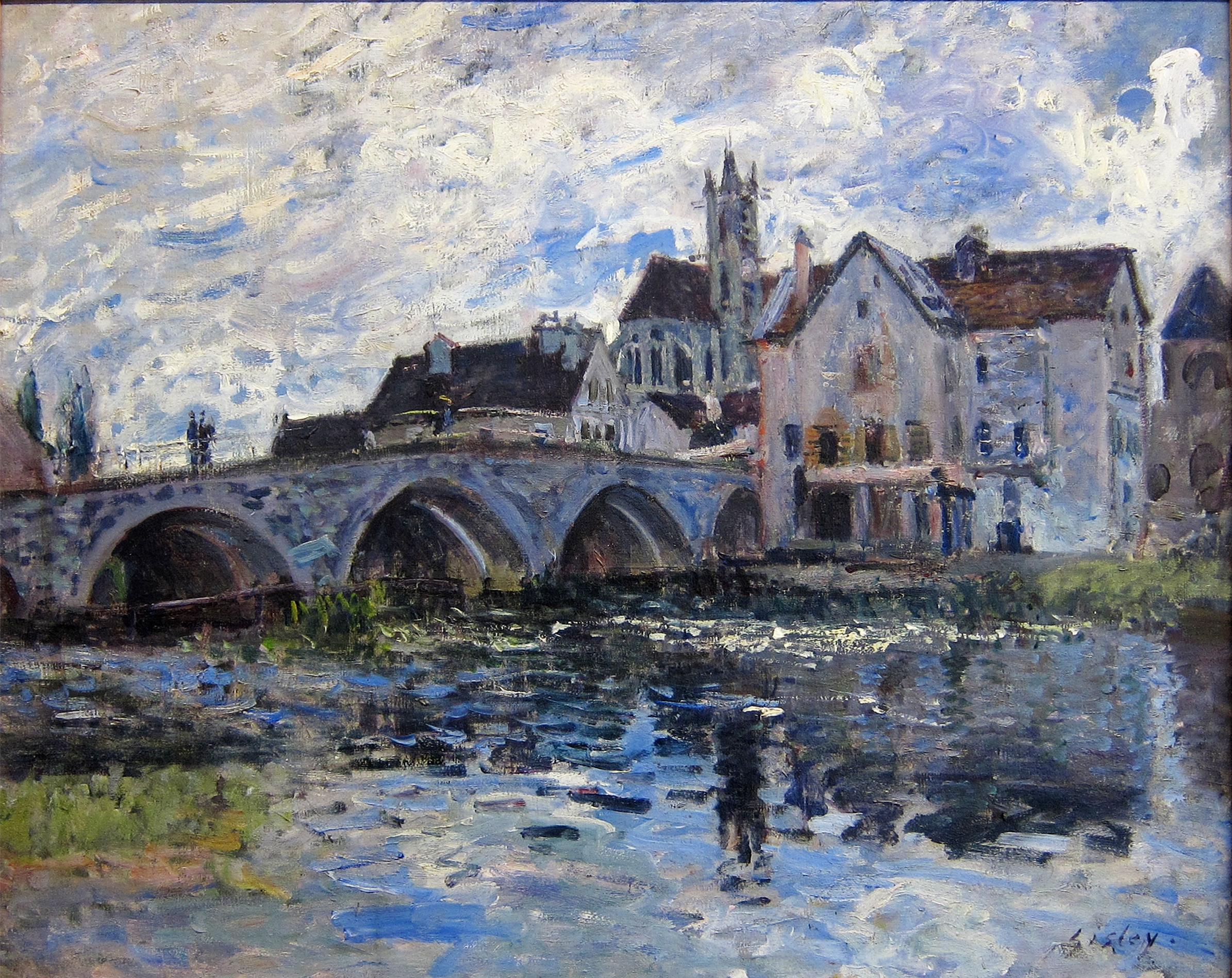
Alfred Sisley, Il ponte di Moret (1887)
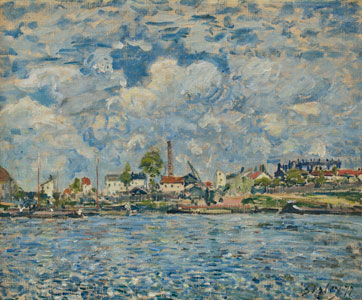
Alfred Sisley, La Senna a mezzogiorno (1877)
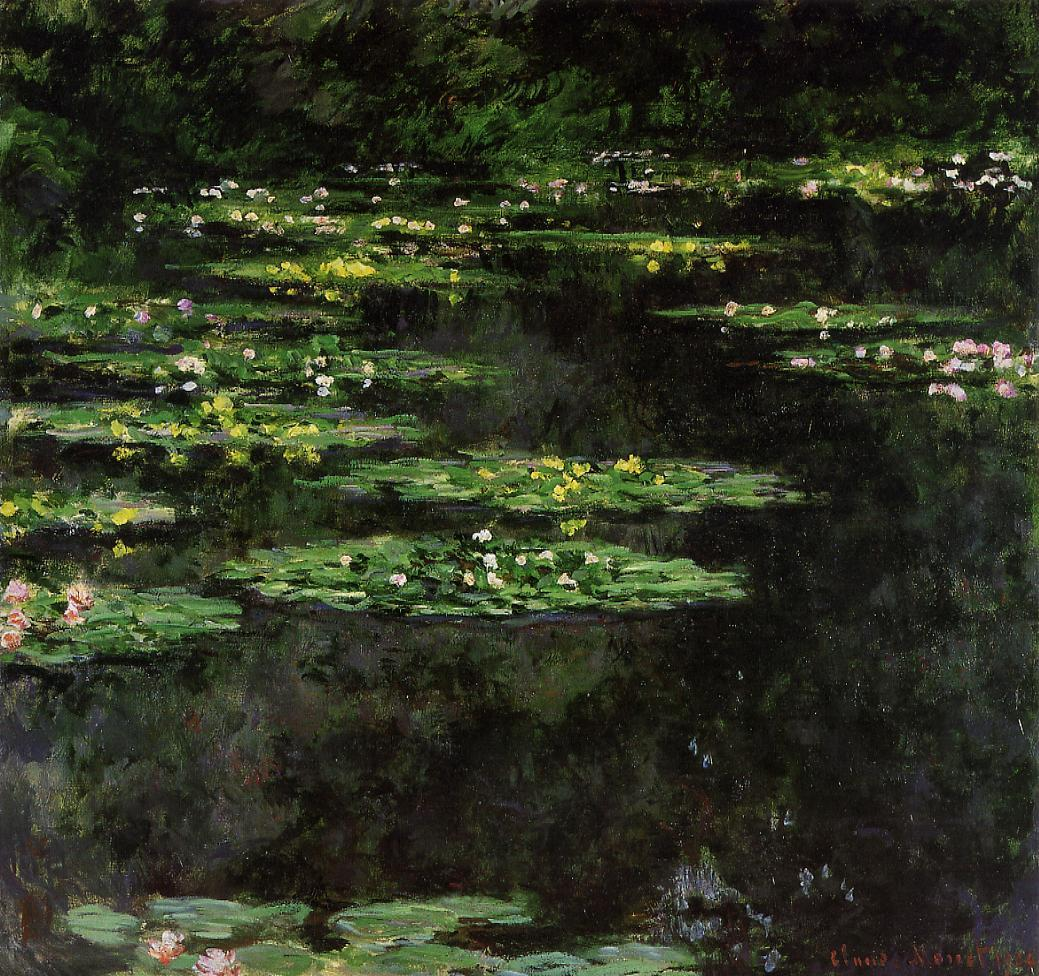
Claude Monet, Ninfee (1906)
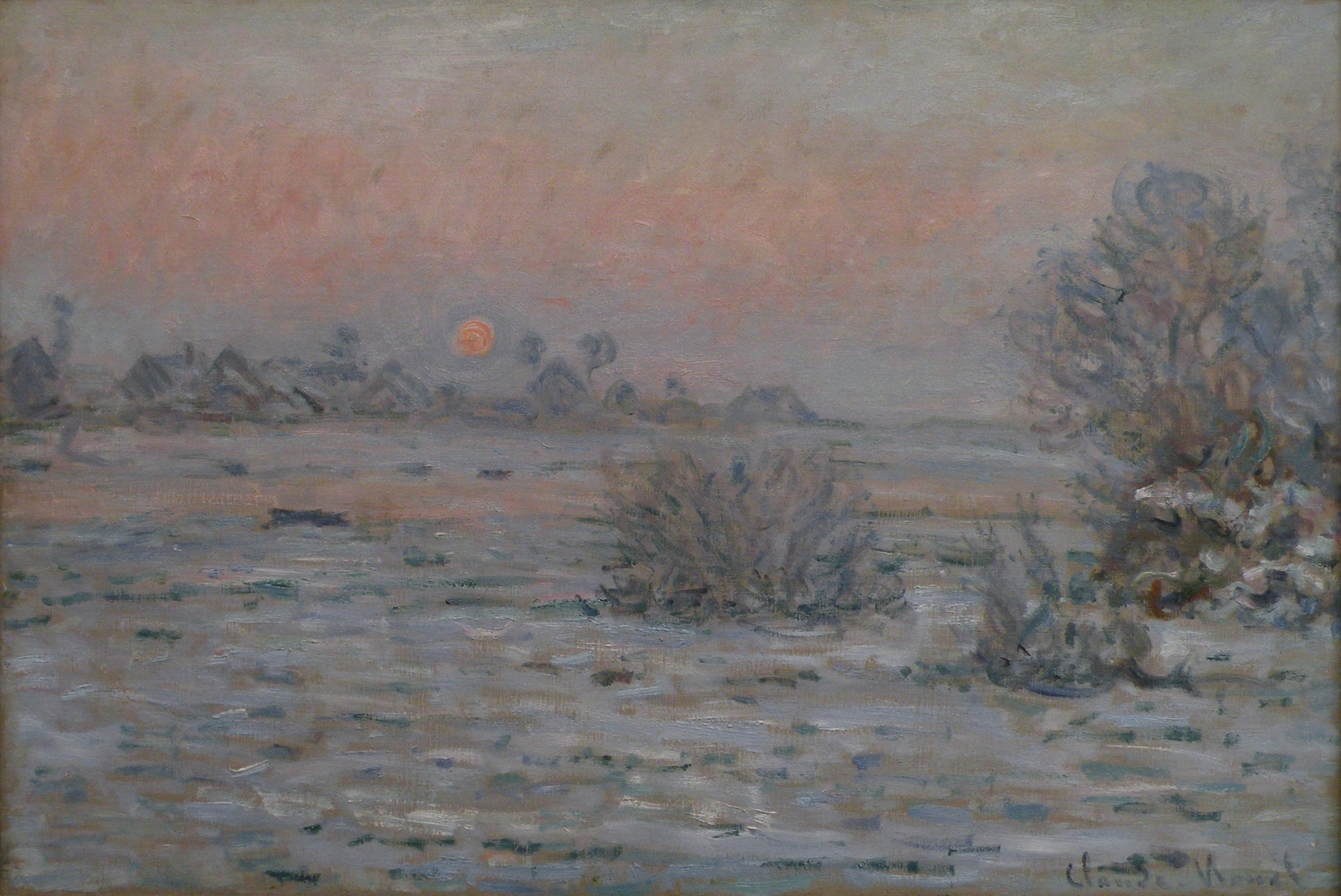
Claude Monet, Sole d'inverno a Lavacourt (1879-1880)
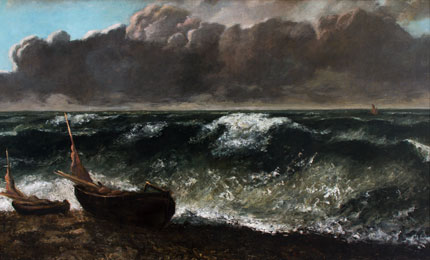
Gustave Courbet, L'onda (1869)
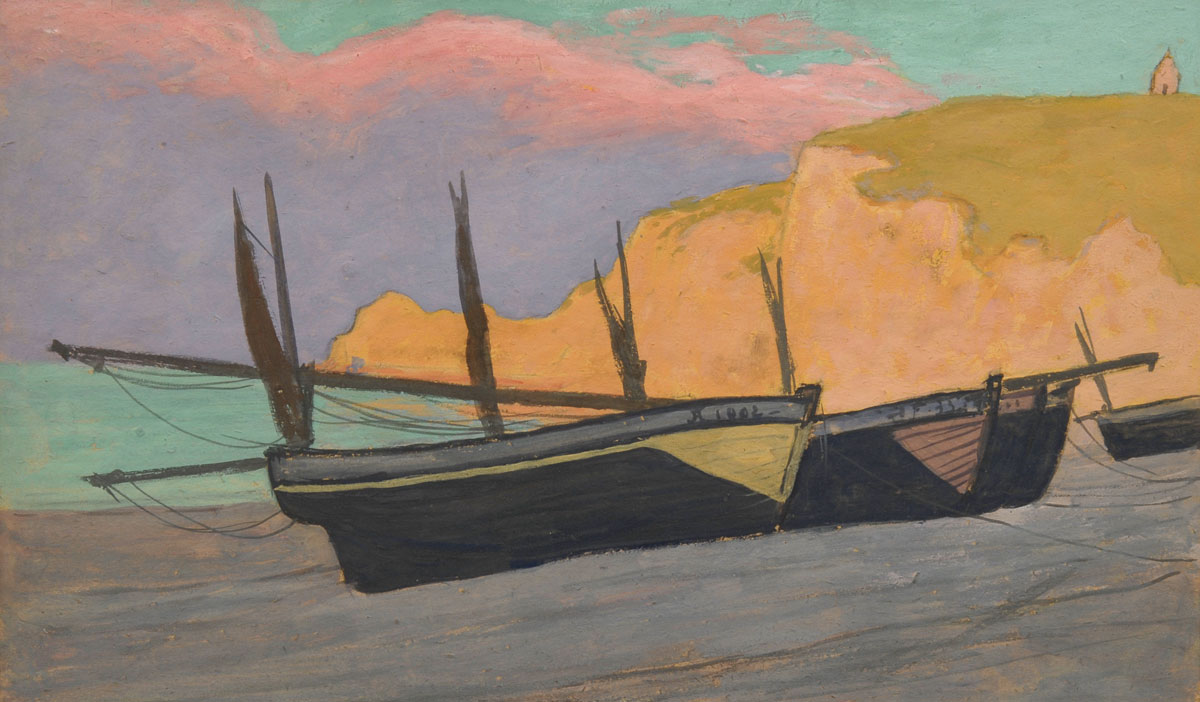
Jean Francis Auburtin, Barche a Etretat (1930)
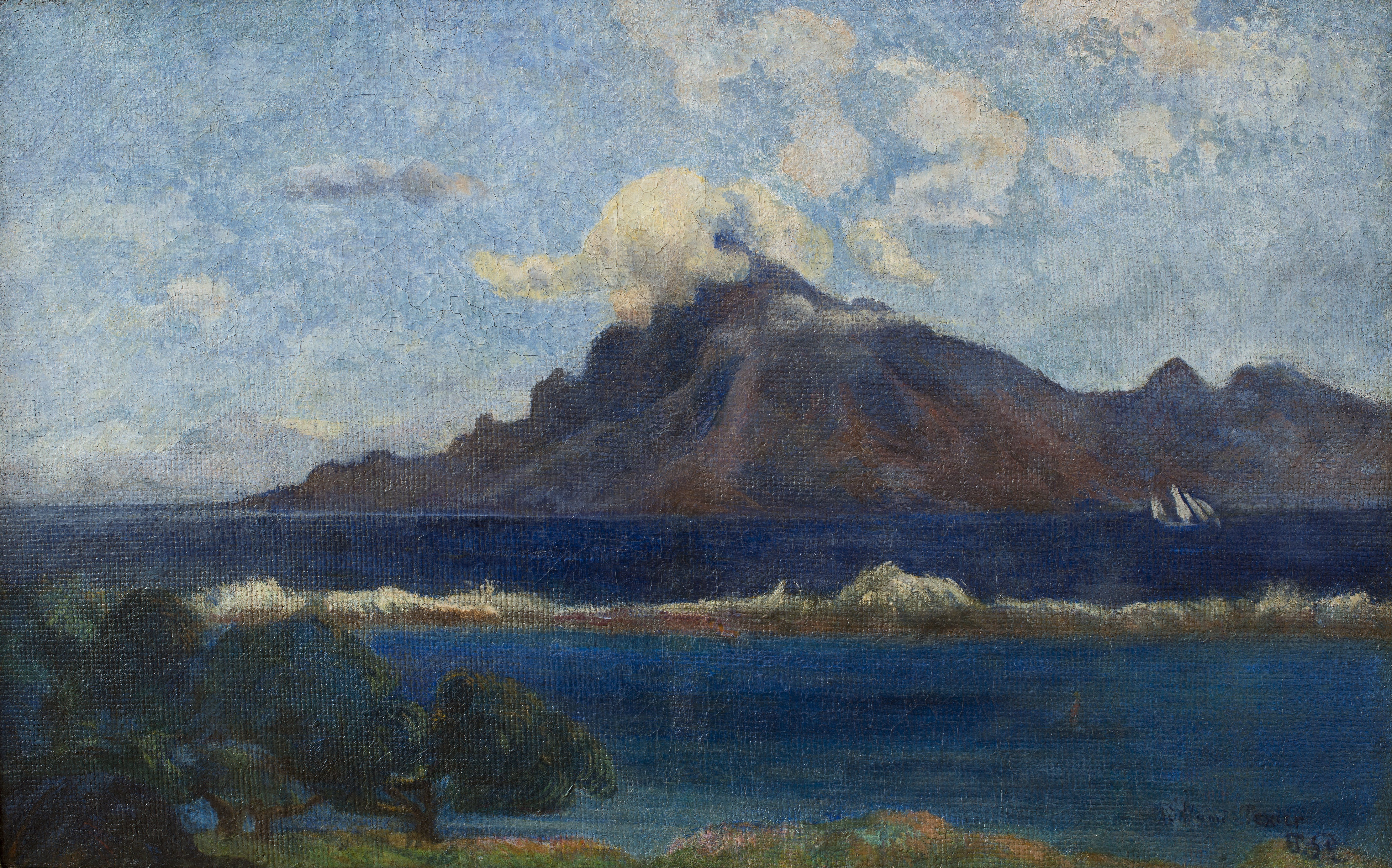
Paul Gauguin, Paesaggio di Te Vaa, 1896
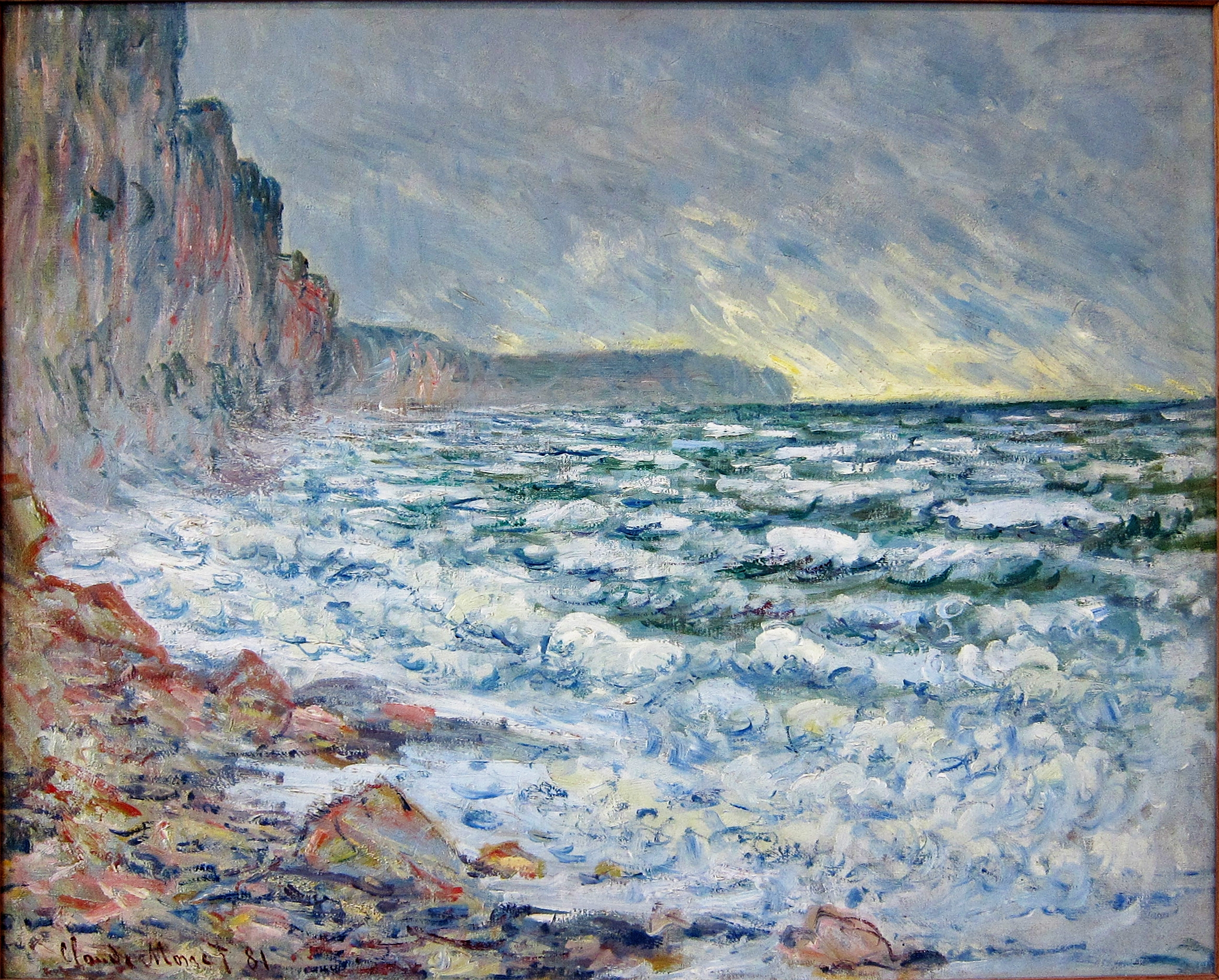
Claude Monet, Fécamp, riva del mare (1881)
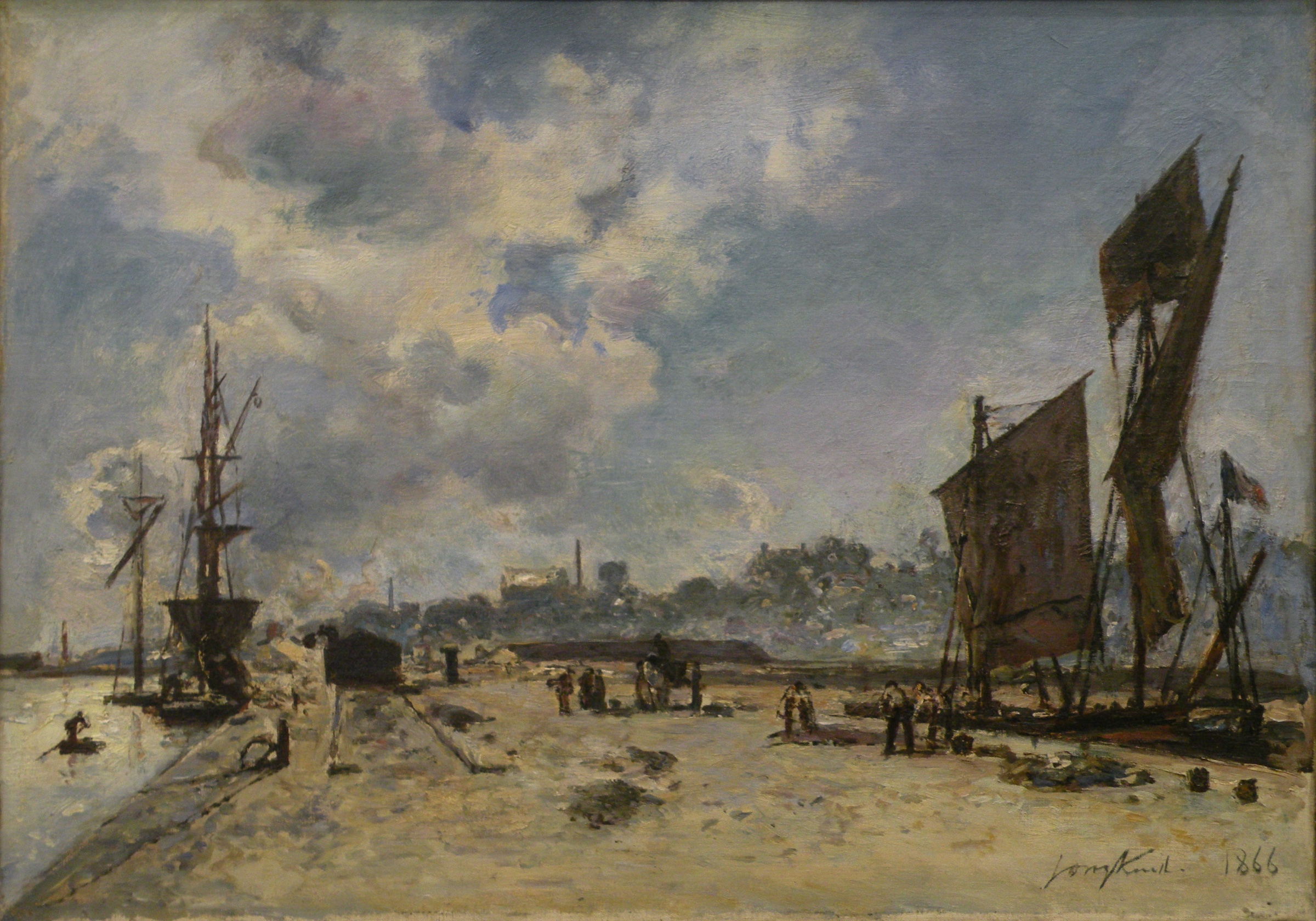
Johan Barthold Jongkind, Banchina a Honfleur (1866)
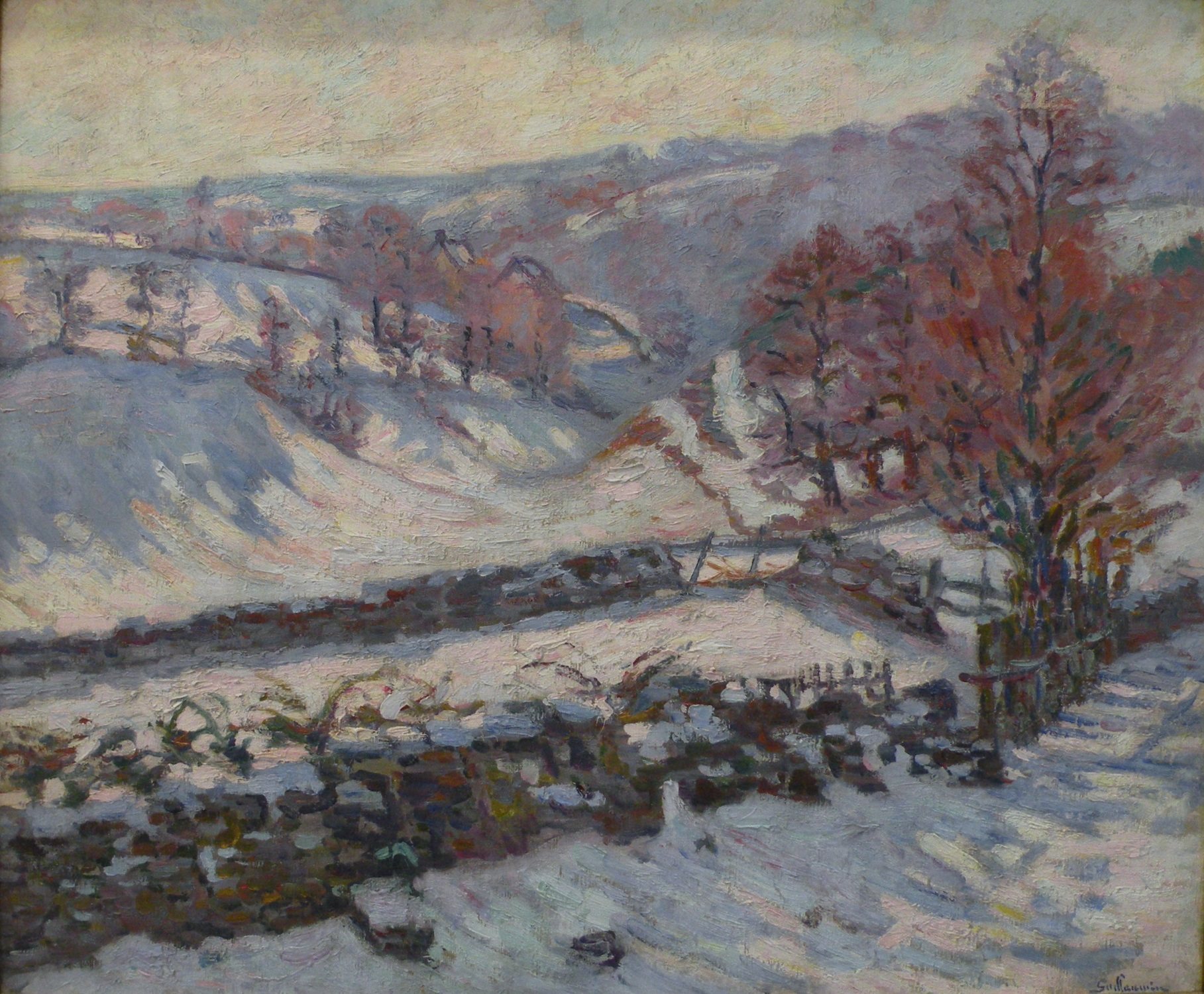
Armand Guillaumin, Paesaggio di neve a Crozant (c.1895)
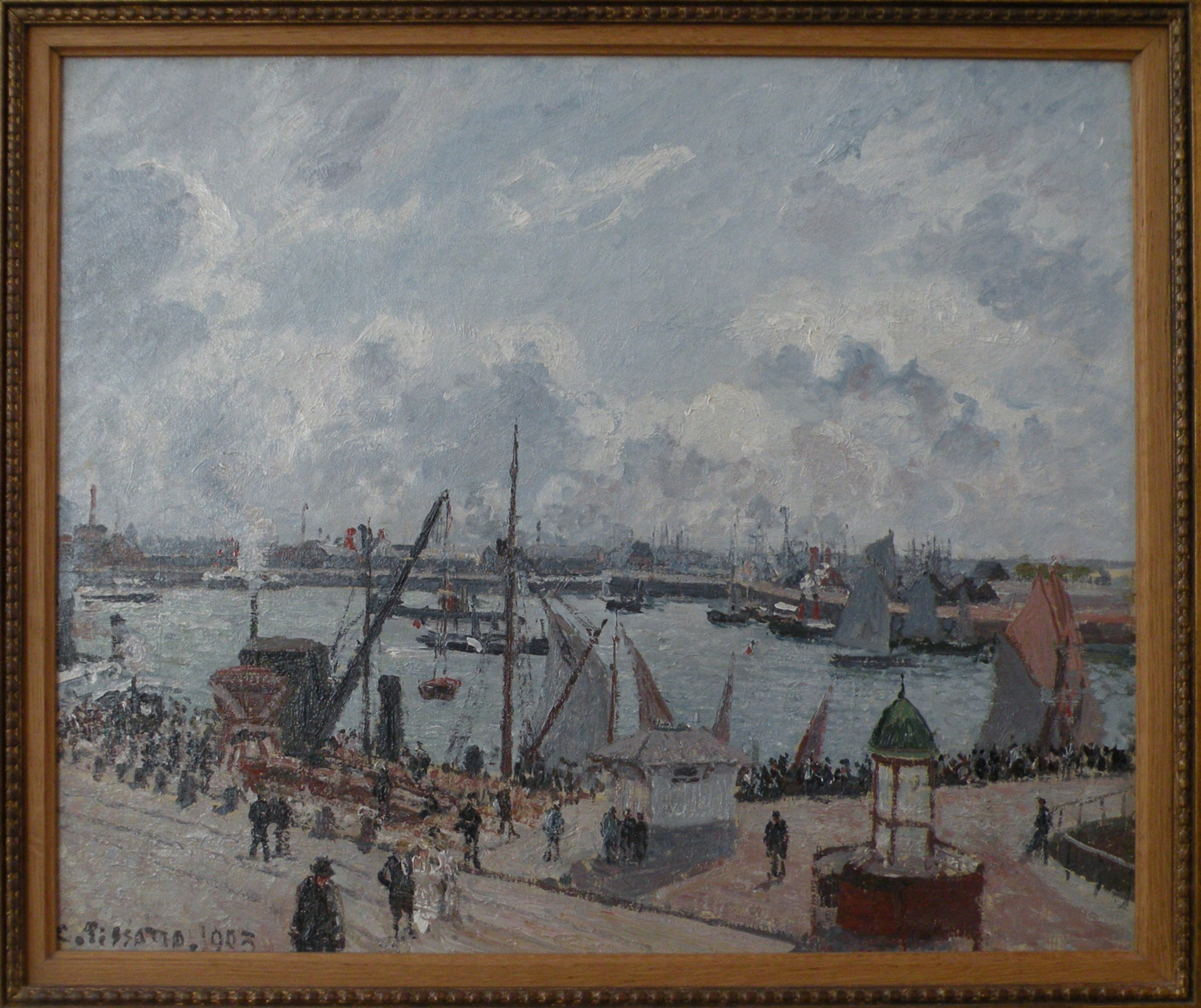
Camille Pissarro, L'Avan-porto di Le Havre. Mattino. Sole. Marea (1902)

### Scultura
- Antoine Bourdelle : Drame intime[53], Héraclès archer[54], "Buste de Beethoven", "Buste de Jules Tellier", "Buste d’Auguste Perret" e "Le peintre Ingres".
- Charles Cordier : Le Nubien e La Nubienne[55]
- François Pompon : "Ours blanc", "Panthère noire", "Poule", "Perdreau rouge" e "Panthère noire"

## Mostre temporanee
Il MuMa organizza ogni anno delle mostre temporanee, di cui almeno una d'importanza internazionale, nello spazio dedicato alle collezioni permanenti del primo livello del museo. Tali mostre sono frutto di una specifica programmazione e di numerose iniziative culturali per ogni genere di pubblico (visite guidate, atelier, conferenze, film, musica, teatro, danza, etc.).
- Dal 27 aprile al 29 settembre 2013, nel quadro del "Festival Normandie Impressioniste", il MuMa ha presentato la mostra "Camille Pissarro dans les ports".[56]
- Dall'8 febbraio al 4 maggio 2014, "Le siècle d'or de la peinture danoise".
- Dal 7 giugno al 9 novembre 2014, "Nicolas de Staël. Lumières du Nord. Lumières du Sud", che riunisce più di 130 opere dell'artista. Un quarto di esse era inedito o non era stato mai esposto in Europa. La mostra è stata dichiarata d'interesse nazionale dal Ministero della Cultura.[57]
- Dal 25 novembre 2017 al 18 marzo 2018, il MuMa presenta, in contemporanea con la mostra della Biblioteca nazionale di Francia « Paysage français », l'esposizione "Comme une histoire... Le Havre",[58] che comprende una selezione di opere tratte dalle sue collezioni che illustrano la città di Le Havre con dipinti e disegni di Yves Bélorgey, fotografie di Gabriele Basilico, Rut Blees Luxemburg, Charles Decorps, Véronique Ellena, Lucien Hervé, Matthias Koch, Manuela Marques, Sabine Meier, Corinne Mercadier, Olivier Mériel, Bernard Plossu, Anne-Lise Seusse e Xavier Zimmermann, e dei video di Rebecca Digne, Christophe Guérin e Dana Levy.

## Servizi complementari del museo
- Uno spazio di ricevimento iniziale con libreria d'arte, dove il visitatore può acquistare cartoline, poster, libri e souvenir relativi alle collezioni del museo e alle mostre presentate.
- Dei guardaroba per visitatori singoli e per visite di gruppo.
- Una sala da 150 posti dove organizzare dibattiti, conferenze, lezioni, proiezioni o concerti.
- Una biblioteca accessibile a tutti che permette la consultazione di oltre 9000 opere, cataloghi, riviste d'arte legate alle collezioni e anche all'attualità artistica.[59]
- Un caffè-ristorante con vista sull'ingresso del porto, dove ristorarsi dopo la visita o organizzare incontri e rinfreschi.

## Altri progetti

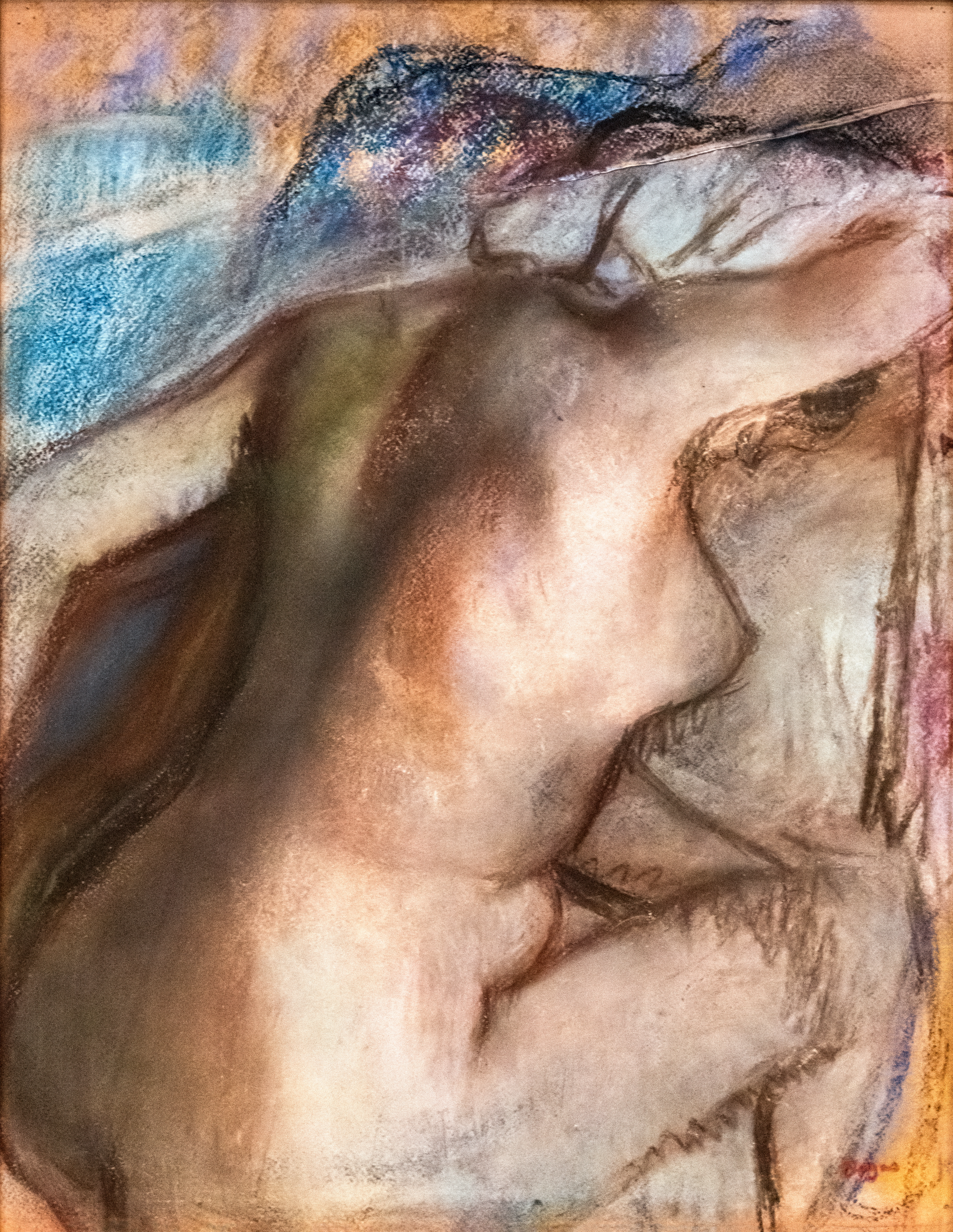
Edgar Degas, Donna che si asciuga (c.1885)